# Matthias Grünewald

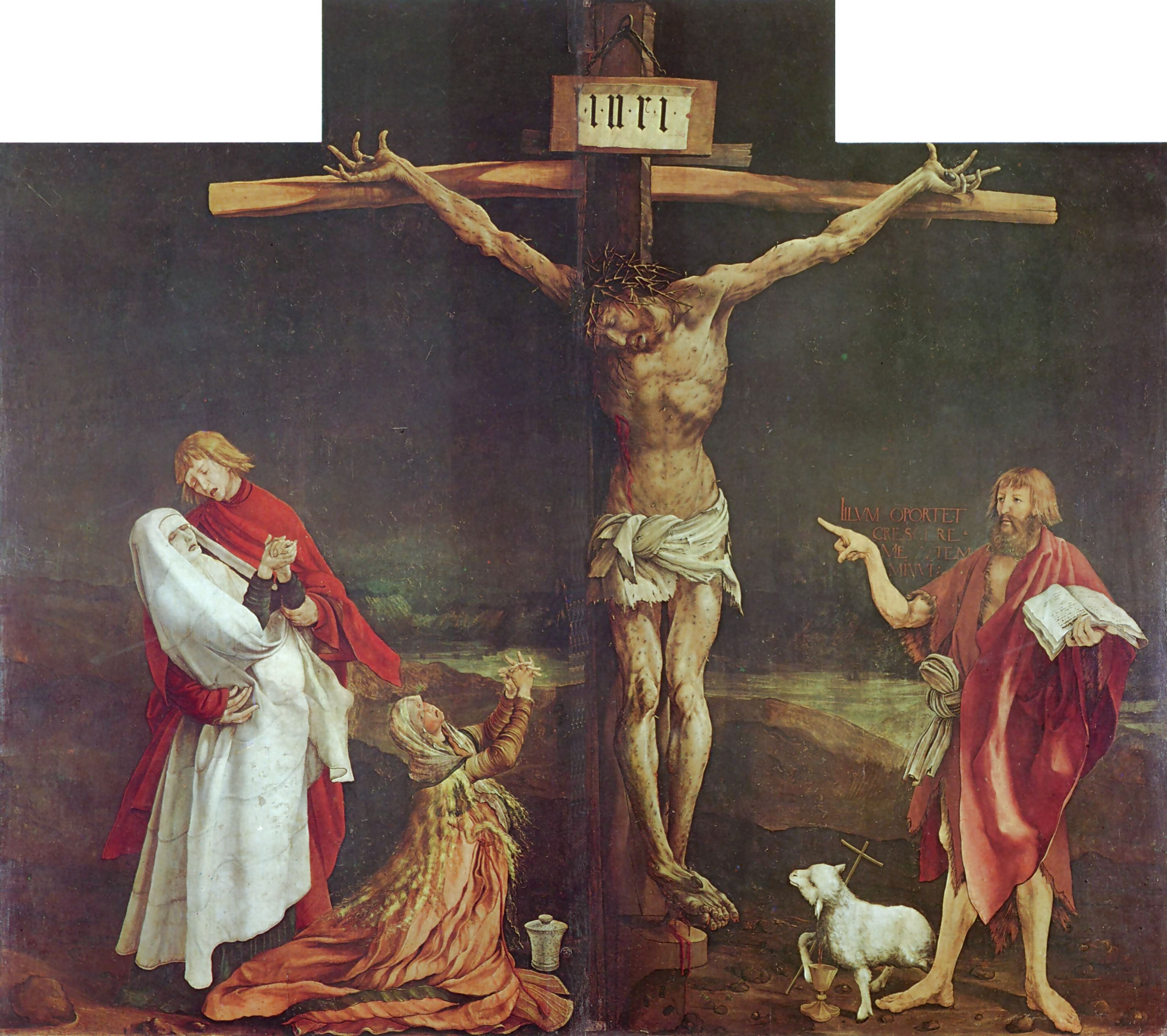
Crucificação

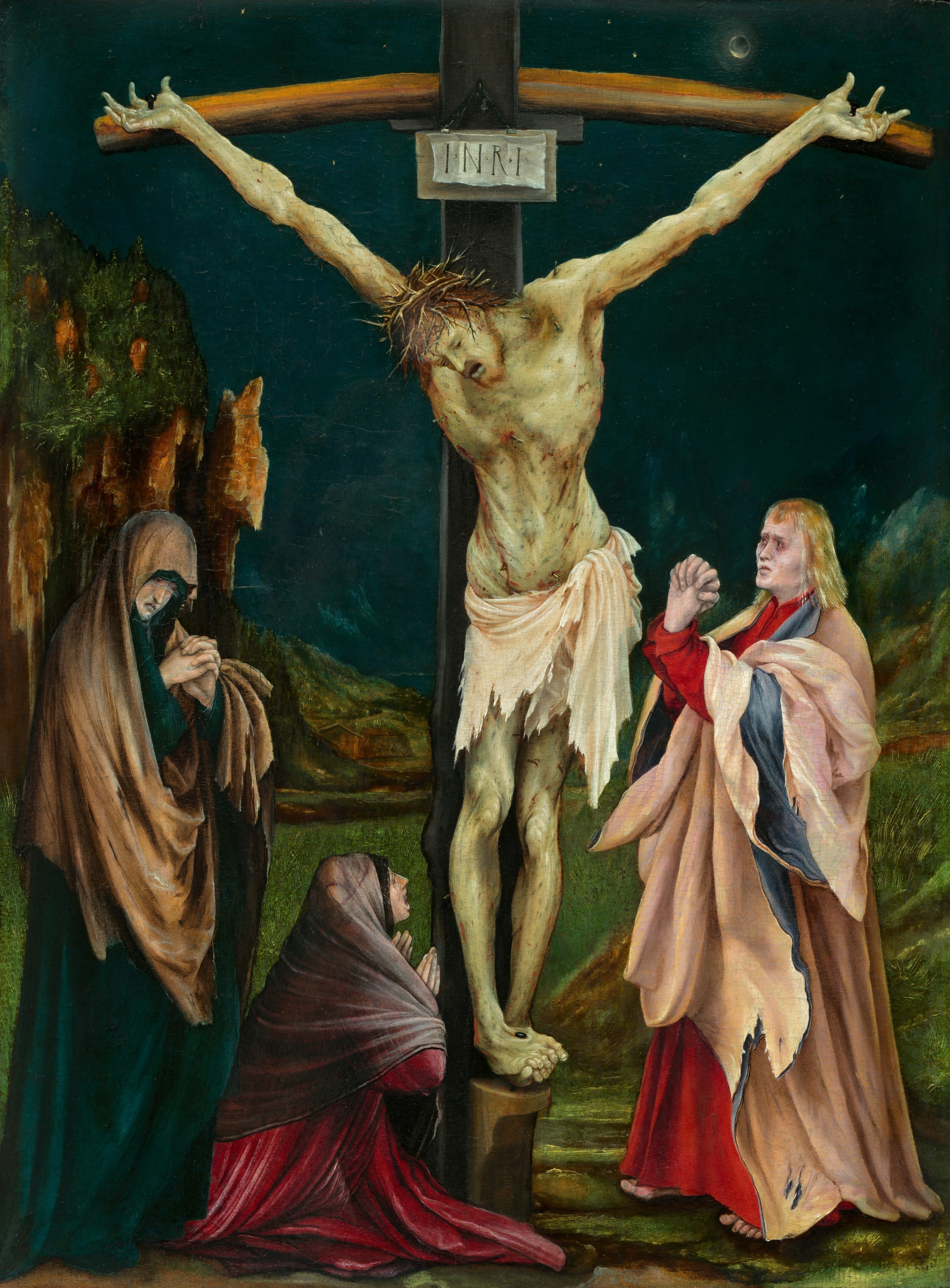
A Pequena Crucificação

Mathis Gothart Niethart, conhecido como Matthias Grünewald, (Würzburg, 1470 — Halle an der Saale, 31 de agosto de 1528) foi um pintor alemão, precursor do expressionismo e um dos maiores pintores germânicos do gótico tardio. Um biógrafo do século XVII, Joachim von Sandrart, erroneamente o identificou pelo nome Grünewald; seu nome real foi descoberto apenas em 1920. O caráter visionário de sua obra, com sua expressão de linhas e cores, contrasta com seu contemporâneo Albrecht Dürer.
Começou a aparecer como profissional da pintura sacra quando vivia em Aschaffenburg, e seu primeiro trabalho com data conhecida é o Escárnio de Cristo, de 1503.
Assumiu o cargo de pintor oficial do arcebispo de Mogúncia em 1509. Mudou-se em 1515 para Issenheim, na Alsácia, para realizar um retábulo para a Igreja dos Antoninos, obra máxima de seu estilo dramático, de intenso colorido. De volta a Aschaffenburg, foi contratado para outras pinturas religiosas, porém envolvido em uma revolta de camponeses, foi obrigado a fugir para Frankfurt. 
De sua obra, revalorizada no século XX pelos expressionistas por sua vanguarda, hoje conservam-se apenas dez pinturas e alguns desenhos.
O compositor Paul Hindemith compôs, em 1938, a ópera Mathis der Maler baseada na vida de Grünewald.